# Ooni Giesi
Ooni Giesi (en yoruba Gíẹ̀sí) est le vingtième Ooni d'Ife de la maison ancestrale des Yoruba. Il succède à Ooni Ogboruu et est remplacé par Ooni Luwoo.